# Coelioxys ducalis
Coelioxys ducalis är en biart som beskrevs av Smith 1854. Coelioxys ducalis ingår i släktet kägelbin, och familjen buksamlarbin. Inga underarter finns listade i Catalogue of Life.